# 도요다초역
도요다초역(일본어: 豊田町駅 도요다초에키[*])은 일본 시즈오카현 이와타시에 있는 도카이 여객철도의 철도역이다.
개업 당시에는 도요다 정에 있었으나, 이와타 시로 편입되었다.

## 역 구조
상대식 2면 2선 구조의 지상역이다. 역사는 선상 구조이다.
이와타역이 관리하는 업무 위탁역으로, 영업은 도카이 교통 사업이 대신 하고 있다.

### 승강장
| 1 | ■ 도카이도 본선 | 시즈오카 · 누마즈 방면   |
| 2 | ■ 도카이도 본선 | 하마마쓰 · 도요하시 방면 |

## 역사
- 1991년 12월 14일 - 도카이 여객철도 도카이도 본선 이와타 역 ~ 덴류가와 역 사이에 신설 개업.
- 2008년 3월 1일 - TOICA의 사용이 개시되었다.

## 인접역
| 도카이 여객철도 도카이도 본선 | 도카이 여객철도 도카이도 본선 | 도카이 여객철도 도카이도 본선   |
| ----------------------------- | ----------------------------- | ------------------------------- |
| 이와타 시즈오카·아타미 방면   | ■ 도카이도 본선               | 덴류가와 하마마쓰·도요하시 방면 |